# Massacres d'Oix

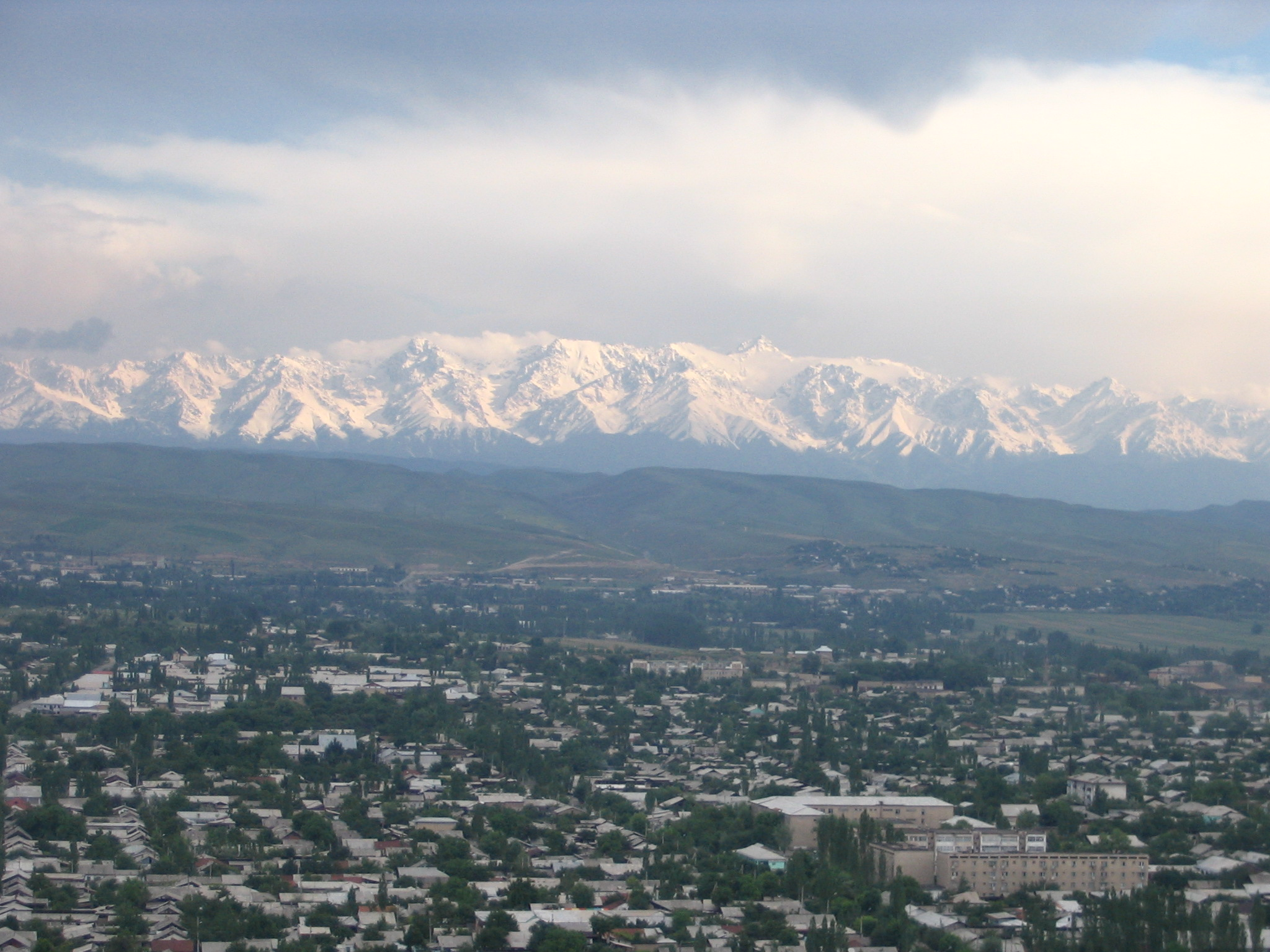
vista de la ciutat d'Oix

Les massacres d'Oix són dues greus massacres ocorregudes a Oix, una ciutat ubicada a la vall de Ferganà al sud del Kirguizstan, a causa d'unes deteriorades situacions socioeconòmiques barrejades amb conflictes ètnics entre les comunitats uzbeques i kirguises.

## Primera Massacre (1990)
La primera es va originar al mes de juny de 1990, quant el grup nacionalista uzbek Adalat va demanar la separació d'Oix de la república del Kirguizstan per formar part de la de l'Uzbekistan. El conflicte va tenir el seu clímax el 6 de juny de 1990, amb la intervenció de les tropes soviètiques i el tancament de les fronteres entre les dues repúbliques i unes xifres oficioses de quasi 300 morts.

## Segona Massacre (2010)
La segona es va produir el juny del 2010, cinc anys després de l'arribada el 2005 de Kurmanbek Bakiev a la presidència del Kirguizstan el qual va deteriorar ostensiblement les relacions entre les comunitats uzbeka i kirguís. La seva caiguda a l'abril del 2010, va provocar un estat d'incertesa a la zona, diversos intents de contrarevolució i desequilibris entre les màfies del sud del país que temoroses de perdre la seva hegemonia, van finançar qualsevol intent de sublevació per mantenir el seu estatus previ a la revolució (sembla que Ajmat Bakiev, germà de l'antic president controlava els negocis il·legals al sud). Així el 10 de juny, uns aldarulls segurament planificats van desembocar en 4 dies de guerra urbana entre les ètnies uzbeques i kirguises a la ciutat d'Oix i Jalal-Abad. El conflicte només es va poder aturar amb l'arribada de tropes especials enviades per la presidenta Roza Otunbàieva des de Bixkek i del suport del la 31a Brigada aerotransportada russa.
El balanç oficial parla de 187 morts, i 1928 ferits, tot i que fons locals eleven aquest nombre a 1526 la majoria dels quals serien uzbeks. A banda dels morts i ferits, la massacre hauria provocat un èxode elevat de desenes de milers d'Uzbeks, que arribarien a la xifra de 100.000 segons la Comissió per als refugiats de l'ONU.
La causa de la segona massacre no se sap del cert. Hi ha gent que afirma que els uzbeks van violar una noia kirguís. Altres que diuen que la culpa és d'un líder polític uzbek, Kadyrjan Batyrov, que va incendiar la casa de Bakiev a Teiït. Però, sigui com sigui, en el que coincideixen gairebé tots és que no es tracta de quelcom espontani.
El 27 de juny s'havia de celebrar un referèndum sobre la Constitució com a primer pas del procés democràtic del país. Molts apunten directament cap al deposat Bakiev, el qual, des del seu refugi de Minsk, ha negat la seva participació en els fets i atribueix a la incapacitat del govern provisional la deriva dels esdeveniments.